# Christiane Benner

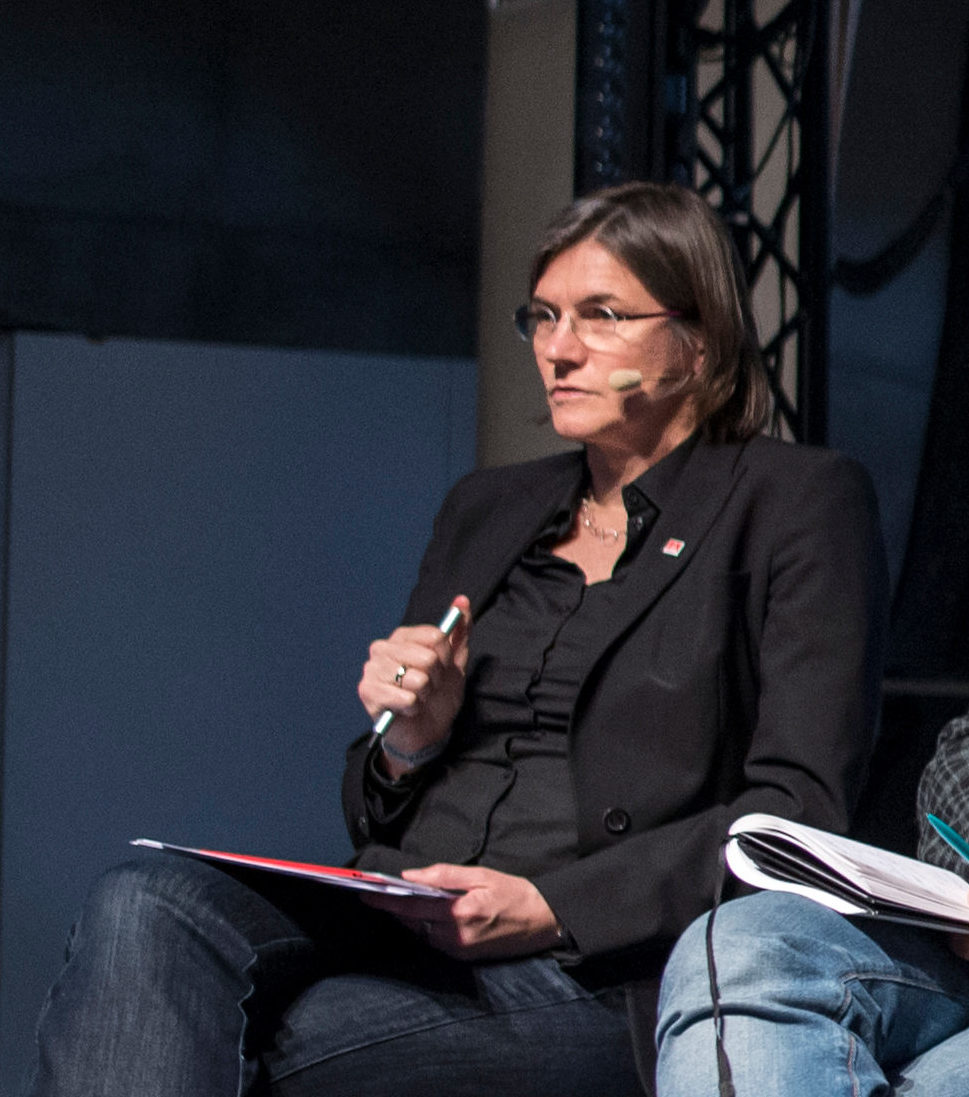
Christiane Benner (2016)

Christiane Benner (* 9. Februar 1968 in Aachen) ist eine deutsche Soziologin und Gewerkschaftsfunktionärin. Seit 2023 ist sie als erste Frau Erste Vorsitzende der Industriegewerkschaft (IG) Metall, nachdem sie bereits im Jahr 2015 als erste Frau in der 125-jährigen Geschichte der IG Metall in deren Führungsspitze gewählt worden war.

## Berufliche Entwicklung
Benner wuchs im Bensheimer Stadtteil Auerbach auf. Später, in der Oberstufe, zog sie zu ihrem Vater nach Bensheim-Mitte. Sie spielte Handball in den Jugendmannschaften des TSV Auerbach (heute HSG Bensheim/Auerbach) und beim TSV Gadernheim. Nach dem Abitur 1987 am Bensheimer Goethe-Gymnasium ließ sich Christiane Benner zur Fremdsprachensekretärin bei der Firma Carl Schenck AG (seit 2000 Teil der Dürr-Gruppe) ausbilden, wo sie bis 1993 blieb. Danach studierte sie Soziologie an der Philipps-Universität Marburg und in North Manchester, Indiana an der University of Chicago und erwarb den Bachelor of Arts. An der Universität Frankfurt schloss sie das Studium mit dem Diplom ab. Ihr Studium wurde von der Hans-Böckler-Stiftung gefördert.
Nachdem Benner seit 1997 in verschiedenen Funktionen für die IG Metall tätig gewesen war, wurde sie am 20. Oktober 2015 mit 91,9 Prozent der Stimmen zu deren Vize-Chefin gewählt. Damit wurde sie nach 125 Jahren des Bestehens der Gewerkschaft die erste Frau in der Führungsspitze der größten Einzelgewerkschaft der Welt. Der Tagesspiegel berichtete über ihre Wahl unter der Überschrift „IG Metall wagt die Revolution“. Am 23. Oktober 2023 wurde sie schließlich zur Ersten Vorsitzenden der IG Metall gewählt.
Christiane Benner sitzt seit 2018 im Aufsichtsrat von Continental (gewählt bis zur Hauptversammlung 2029). Von 2014 bis 2024 gehörte sie dem Aufsichtsrat von BMW an.

## Politische Positionen
- Benner hat Elon Musk davor gewarnt, eine gewerkschaftliche Organisierung des Unternehmens Tesla zu vermeiden.[8]

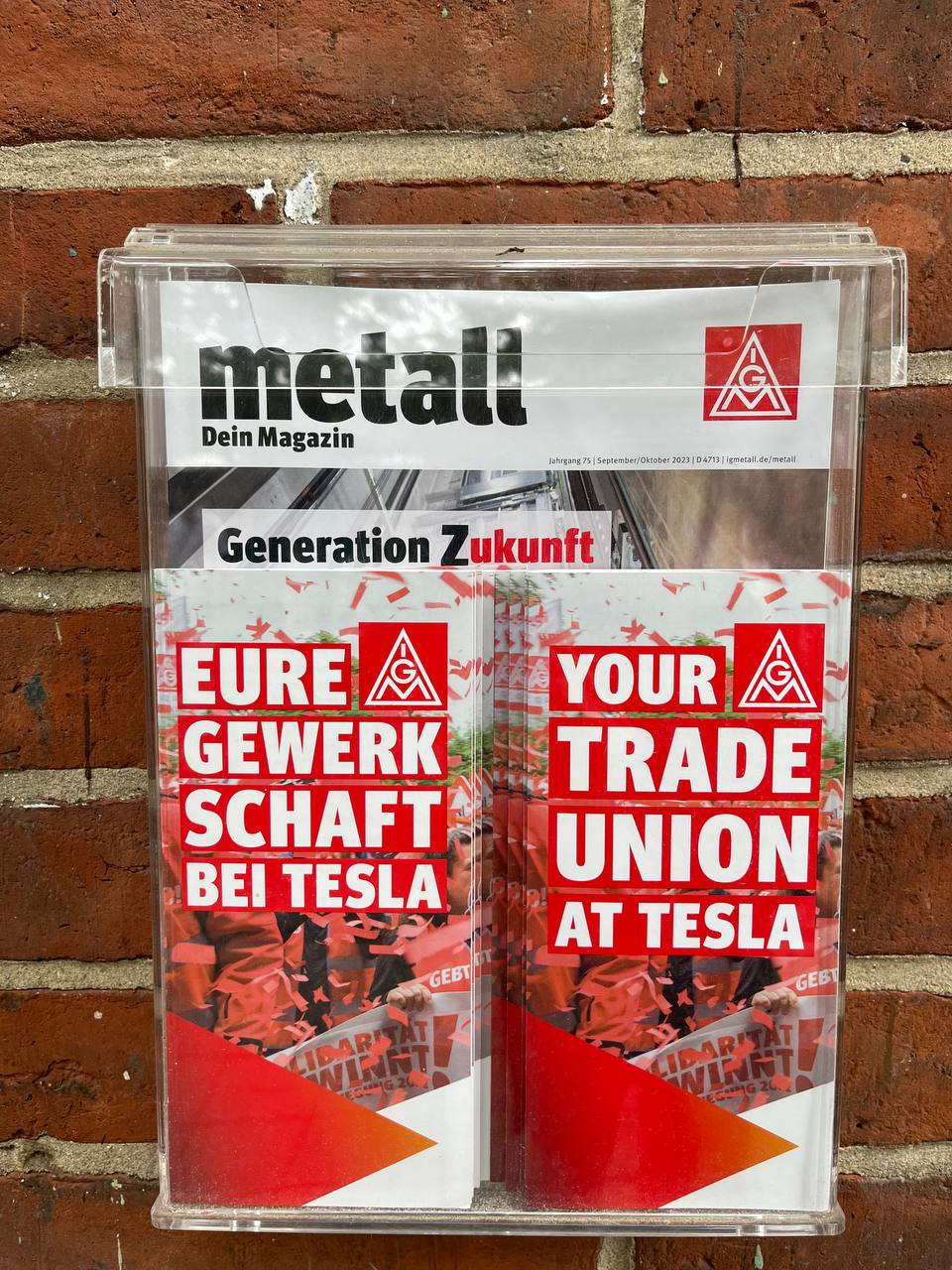
Benners Gewerkschaft IG Metall hat Broschüren speziell für Tesla-Beschäftigte

- Benners Gewerkschaft IG Metall hat Broschüren speziell für Tesla-BeschäftigteBenner sieht in der in Teilen rechtsextremen Partei AfD eine Gefahr für die deutsche Wirtschaft und für die sozial-ökologische Wende.[9]

## Persönliches
Benner ist verheiratet und Mitglied der SPD.